# Liberalni Reformatorzy
Liberalni Reformatorzy (Riformatori Liberali, RL) – włoska centroprawicowa partia polityczna o profilu libertariańskim.
Ugrupowanie powstało w 2005 w wyniku rozłamu w partii Włoscy Radykałowie. Została założona przez polityków sprzeciwiających się tworzeniu sojuszu Róża w Pięści z ugrupowaniami lewicowymi i opowiadających się za powrotem radykałów do współpracy z Silviem Berlusconim. Wśród liderów znaleźli się Benedetto Della Vedova i Marco Taradash. Partia miała stanowić świeckie, reformatorskie i liberalne skrzydło Domu Wolności.
W wyborach parlamentarnych w 2006 formacja wystawiła swoją listę w niektórych okręgach do Senatu, odnotowując marginalne poparcie   lista DCA i NPSI uzyskała 4 mandaty w Izbie Deputowanych. Benedetto Della Vedova, przewodniczący RL, uzyskał natomiast mandat posła do Izby Deputowanych XV kadencji z listy Forza Italia.
Liberalni Reformatorzy jako jedni z pierwszych podpisali też porozumienie o wejściu w skład nowej federacji pod nazwą Lud Wolności. W przedterminowych wyborach w 2008 dwóch przedstawicieli tego ugrupowania zostało posłami nowej Izby Deputowanych. W październiku 2008 lider RL dołączył do komisji konstytucyjnej koordynującej zjednoczenie centroprawicy. W marcu 2009 Liberalni Reformatorzy zakończyli działalność jako partia polityczna, przystępując do przekształconego w jednolite ugrupowanie Ludu Wolności.